# Томас Квеллінус
 Томас Квеллінус (нім. Thomas Quellinus 1661 — 1709) — фламандський скульптор, що працював в Копенгагені. Представник антверпенської родини Квеллінус, відомий представник художніх надгробків доби бароко та декоративних скульптур.

## Життєпис
Народився в місті Антверпен. Точної дати народження — не збережено, відома лише дата хрещення — 17 березня 1661 р. Походить з родини антверпенського скульптора Артуса Квеллінуса ІІ, його брати — Артус Квеллінус ІІІ (теж скульптор) та Корнеліс.
Художні навички здобув у майстерні батька. Створив подорож до Лондона, де працював разом з братом.
Наприкінці 1680-х рр. прибув у Копенгаген, де закінчував надгробок фельдмаршала Ганса Шака. Вже тоді вважався талановитим скульптором, незважаючи на молодість. Працював в Данії сімнадцять (17) років, виконуючи замови данської аристократії, королівського двору та володарів сусідніх німецьких земель Шлезвіг-Гольштен. Створив нову форму художнього надгробка доби бароко, що мала значний вплив на місцевих майстрів.
Аби мати додаткові джерела прибутку, отримав у короля Данії дозвіл на торгівлю фламандським мереживом, яке надзвичайно поціновували у Європі, в Копенгагені. Його бізнес в Данії продовжила дружина скульптора після його смерті.
Разом з місцевими художниками та скульпторами був ініціатором заснування Королівської Академії мистецтв в Копенгагені.
У 1707 р. повернувся на постійне життя в Антверпен, де і помер у вересні 1709 р.
Більшість творів виконав з допомогою учнів, мав велику майстерню. Частка скульптурних творів має стеріотипні рішення, як це виявляється після порівняння алегоричних скульптур з міста Орхус та паркових скульптур в Літньому саду Петербурга. Скульптор отримав замови від царя Петра І на скульптури для своєї резиденції через тісні політичні стосунки з королем Данії. З Копенгагену на службу в Петербург був запрошений також архітектор Доменіко Трезіні, автор будівлі Дванадцяти колегій (міністерств), перших споруд Олександро-Невської лаври, споруд у Петропавлівській фортеці та в Літньому саду.

## Перелік творів (неповний)

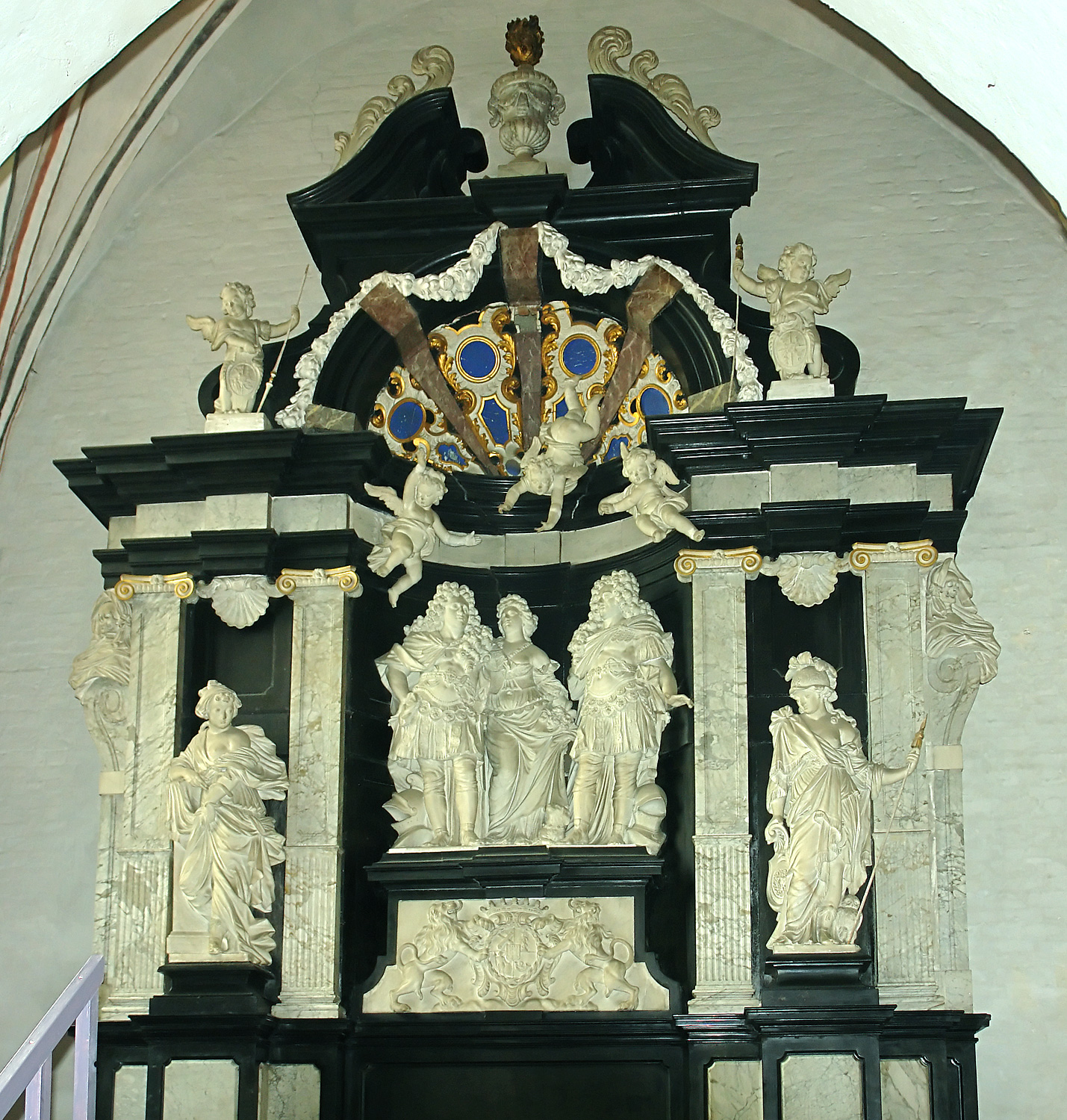
Надгробок Константина Марселіса

- Надгробок фельдмаршала Ганса фон Шака, Копенгаген, Ц-ва Трійці
- Надгробок Константина Марселіса
- Надгробок Софі Карізіус
- Надгробок Петера Родстеена
- Надгробок Йоргена Скіла
- Надгробок Августа Фрідріха Шлезвіг-Голштейн-Готторпського
- Скульптури каплиці канцлера Гуго фон Ленте
- Надгробок мера Антона Вінклера
- Вівтар для церкви Богородиці, Любек
- Погруддя Томаса Хагена
- Алегоричні скульптури, собор м. Орхус
- Повтор алегоричних скульптур з собору м. Орхус , Літній сад, Петербург (богині Церера та Афіна, Німфа)
- Садово-паркові скульптури для саду бароко палацу Фредеріксборг

## Скульптури Літнього саду

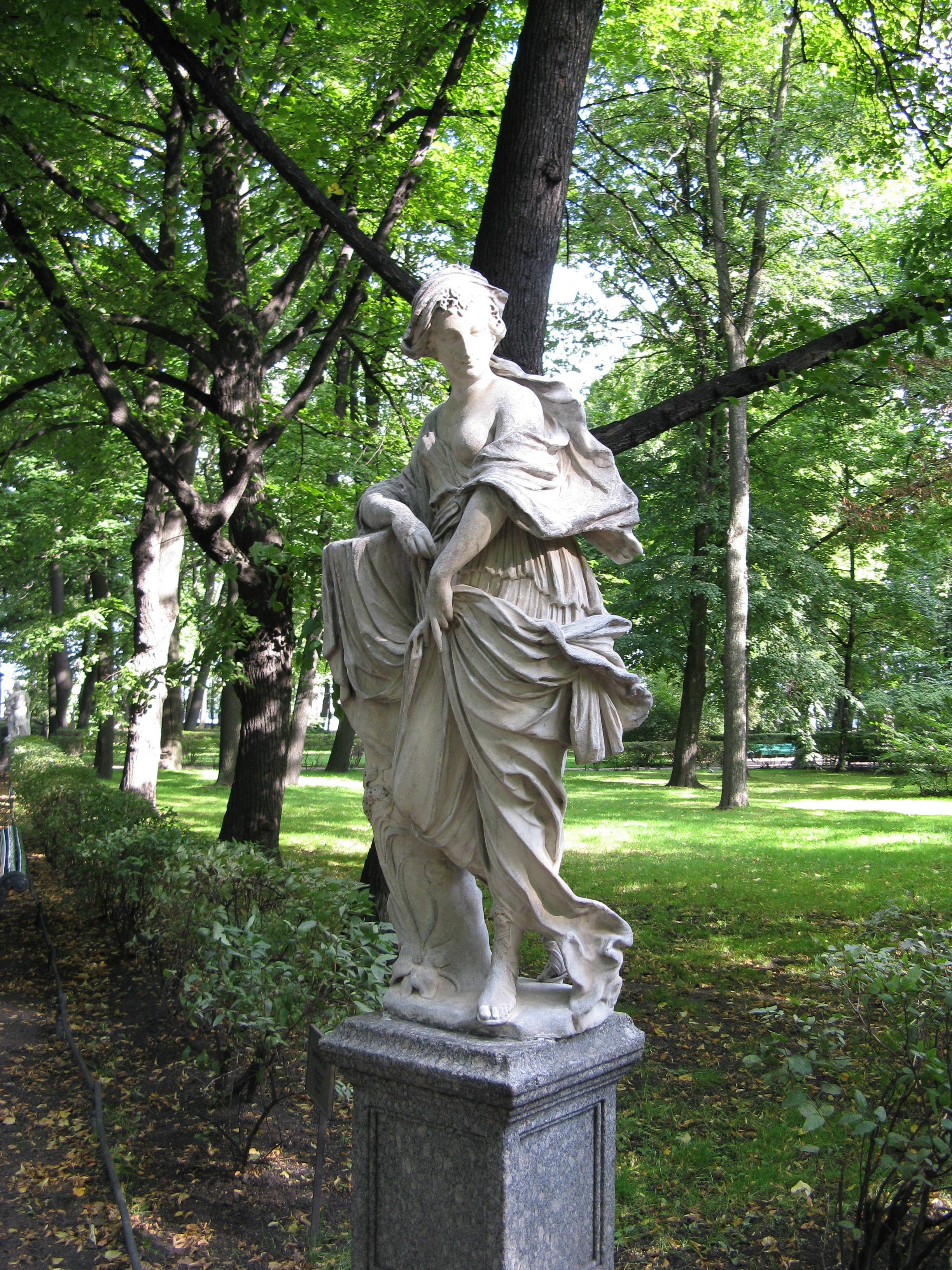
Німфа, Літній сад
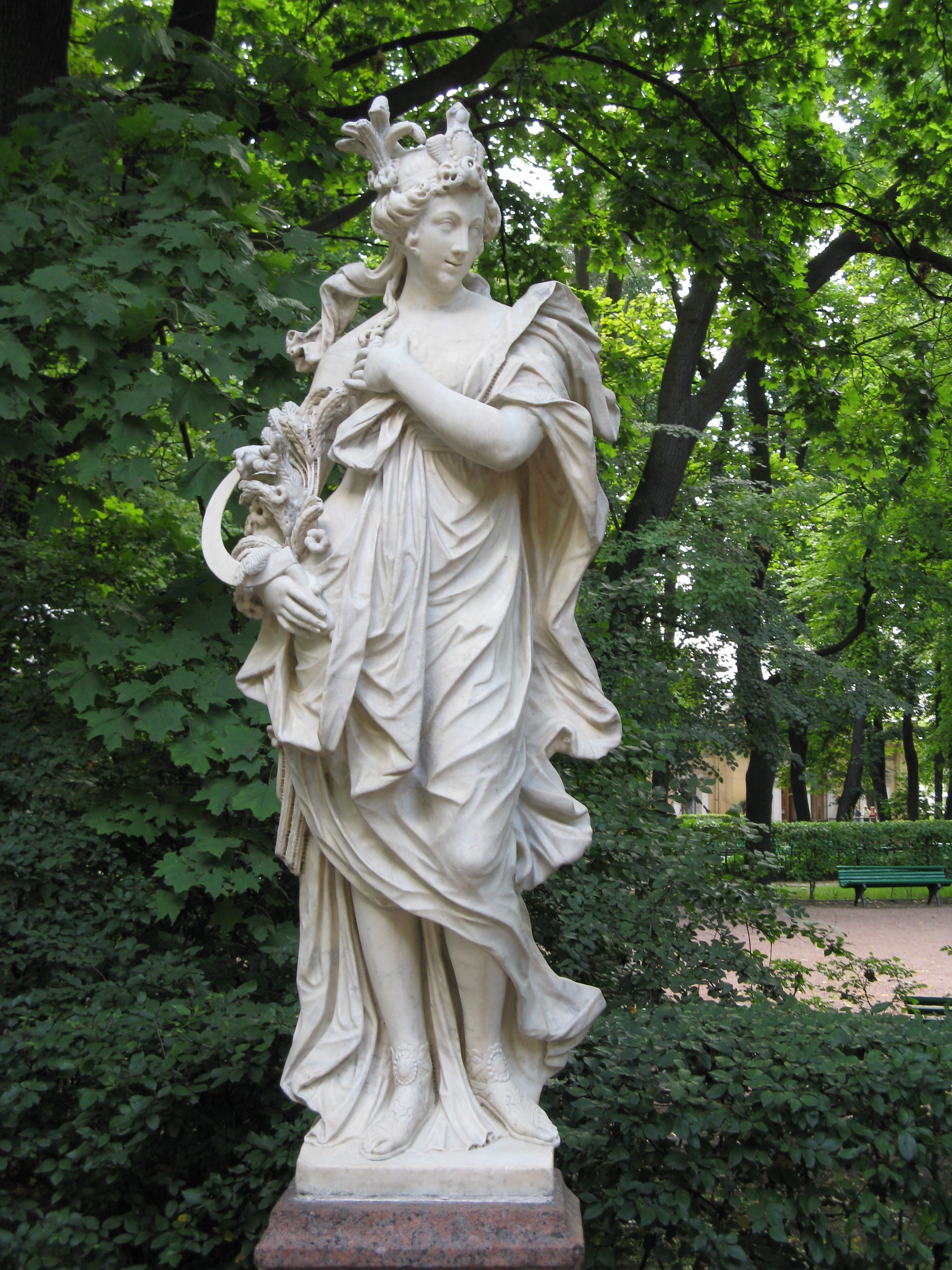
Богиня Церера
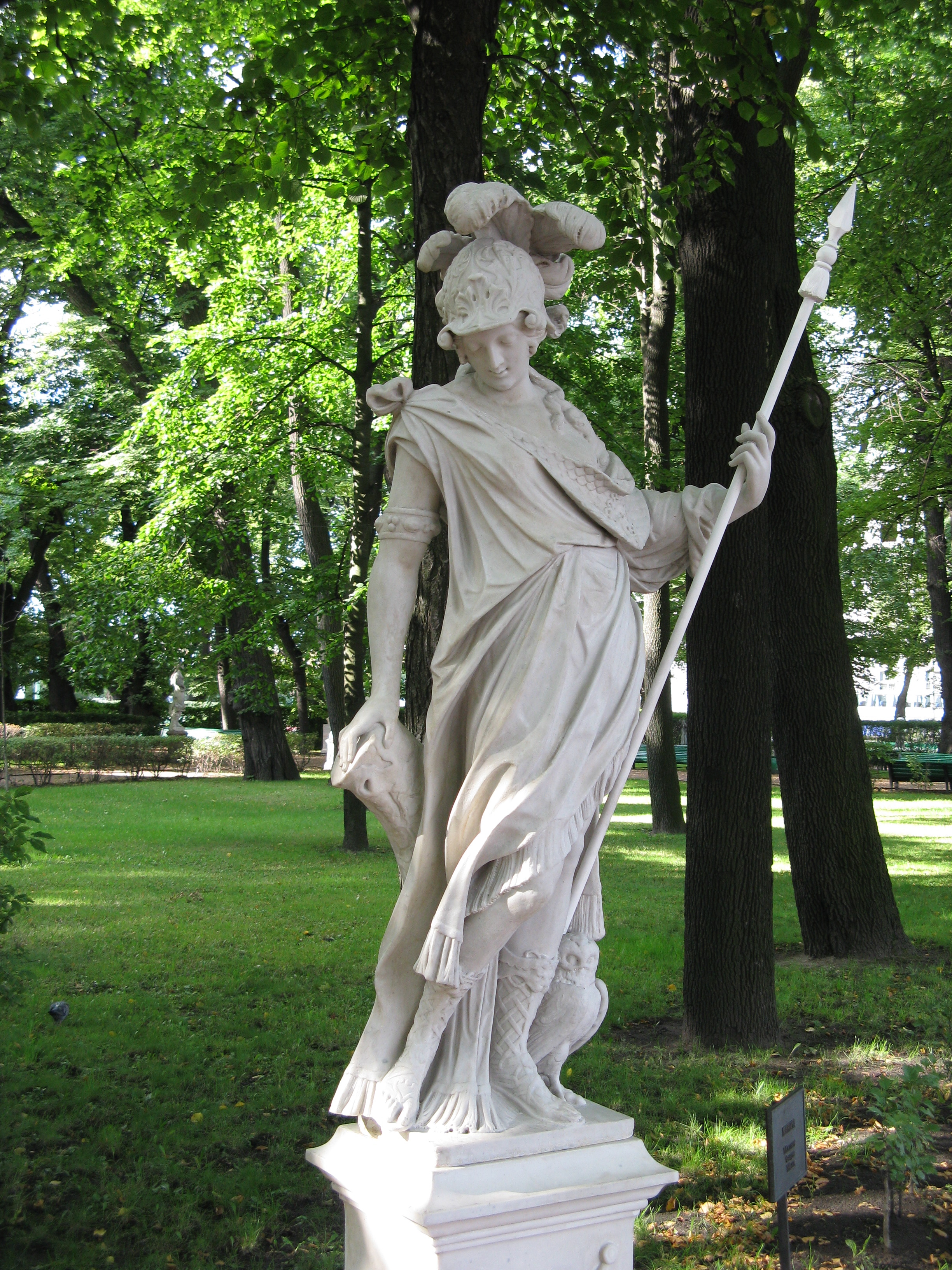
Афіна з совою, Літній сад